# Kopti
Kopti (Koptski jezik: ⲚⲓⲢⲉⲙ̀ⲛⲭⲏⲙⲓ ̀ⲛ̀Ⲭⲣⲏⲥⲧⲓ̀ⲁⲛⲟⲥ) su potomci hamitskih Egipćana koji nisu ni poslije arapskog ni poslije turskog osvajanja prešli na islam, već su ostali kršćani miafiziti. Naziv Kopt je istodobno i etnička i vjerska oznaka.
Njihov je jezik koptski, no uporaba mu se zadržala još samo u bogoslužju Koptske crkve.
Danas ima (prema koptskim izvorima) između 10 i 15 milijuna Kopta u Egiptu.